# Artibonite (departement)
Artibonite (Haïtiaans: Latibonit) is een van de 10 departementen van Haïti. Het heeft 1,7 miljoen inwoners op een oppervlakte van 4900 km². De hoofdstad is Gonaïves. Het wordt begrensd door de departementen Nord-Ouest, Nord, Centre en Ouest, en door de Golf van Gonâve. Het is genoemd naar de rivier Artibonite.

## Grondgebied
Het grondgebied dat nu door het departement Artibonite wordt ingenomen, behoorde onder de Taíno's tot de cacicazgos Xaragua en Marién.
Na de Haïtiaanse Revolutie is Haïti opgedeeld in drie departementen: Nord (Noord), Ouest (West) en Sud (Zuid). Deze zijn later verder opgesplitst. Dit departement Artibonite is van het departement Ouest afgesplitst. Een klein deel is afkomstig van het departement Nord.

## Indeling
Het departement is opgedeeld in 5 arrondissementen:
1. Dessalines
2. Gonaïves
3. Gros-Morne
4. Marmelade
5. Saint-Marc

## Geschiedenis

### Opstand
In februari 2004 is er in Artibonite een opstand geweest, die tot doel had het departement onafhankelijk te maken van Haïti. Dit is niet gelukt. Wel was deze opstand een belangrijke factor in de val van president Aristide.

## Sociaal-economisch[2]

### Algemeen
De jaarlijkse bevolkingsgroei is 4,4% (urbaan), 1,0% (ruraal), totaal: 1,9%.

### Landbouw
Artibonite is het Haïtiaanse departement waar de meeste rijst wordt geproduceerd.

### Onderwijs
In 70% van de gemeenten van het departement is de toegang tot basisonderwijs precair. Het analfabetisme in het departement bedraagt 51% voor mannen, 60% voor vrouwen, totaal: 56%.
Voor het primair onderwijs is de bruto scholingsgraad 111%, de netto scholingsgraad 54%. Deze cijfers wijzen op een grote repetitie van schooljaren. Voor het middelbare onderwijs is de bruto scholingsgraad 34% en de netto scholingsgraad 19%.
Van de inwoners van het departement heeft 52% geen enkele scholing afgemaakt, 32% het basisonderwijs, 12% het middelbaar onderwijs en 1% het hoger onderwijs.

### Gezondheid
In 78% van de gemeenten van het departement is de toegang tot basisgezondheidszorg precair. De kindersterfte bedraagt 87,8 op de 1000. In het departement lijdt 26% van de bevolking aan ondervoeding, en 8% aan ernstige ondervoeding.
In 92% van de gemeenten is de toegang tot drinkwater precair. De belangrijkste manieren om aan drinkwater te komen zijn via natuurlijke bronnen of rivieren of via een publieke waterbron.
In 58% van de gemeenten is de toegang tot riolering precair.